# Phượng Mai
Phượng Mai, tên thật là Trương Thị Bích Phượng (sinh ngày 29 tháng 10 năm 1956), là một nữ ca sĩ tân nhạc kiêm nghệ sĩ cải lương hồ quảng nổi tiếng tại Việt Nam lẫn hải ngoại.

## Cuộc đời
Trương Thị Bích Phượng là tên thật của nghệ sĩ cải lương kiêm ca sĩ Phượng Mai, sinh ngày 29 tháng 10 năm 1956 tại Sài Gòn, có quê gốc tại Bến Tre.
Cô sinh ra trong gia đình có đến 13 đứa con, trong đó gia đình nội ngoại của cô đều theo bộ môn cải lương. Từ nhỏ, Phượng Mai theo học tại trường Phan Văn Trị ở Chợ Quán. Khi cô còn nhỏ, cô đã được mẹ nuôi gửi vào đoàn Đồng Ấu Minh Tơ, và đóng vai đào con trong các vở Thiếu phụ Nam Xương, Cuối đường hạnh phúc, Sắc hoa màu nhớ,....Lúc này, cô còn có biệt danh là Tiểu Lăng Ba.
Năm 1970, cô đã trở thành đào chánh của ban Hoa Thế Hệ và một số vở trên đài truyền hình, đóng cặp với Thanh Tòng, La Thoại Tân, Đức Lợi, Hùng Cường. Ngoài ra, cô còn học tân nhạc với nhạc sĩ Bảo Thu.
Sau năm 1975, cô ở lại Việt Nam, hát vai đào chánh trong đoàn Minh Tơ với nghệ sĩ Thanh Tòng. Năm 1976, cô diễn vai Dương Vân Nga trong Hội nghị sân khấu. Sau đó, cô đi theo chồng sang Tây Đức định cư.
Năm 1994, hôn nhân tan vỡ, cô lại sang California định cư. Lúc này, cô đã chuyển sang hát Tân nhạc cho một số trung tâm, như Giáng Ngọc, Trung tâm Làng Văn, Trung tâm Thúy Nga. Ngoài ra, từ năm 1993 cho đến năm 2001, cô đã xin về Việt Nam đóng một số tuồng cải lương với Vũ Linh, như San Hà Xã Tắc, Hoàng Hậu Không Đầu, Tiếng Trống Mê Linh, Gió Đưa Cành Liễu,.....
Trong tân nhạc, cô thường được biết đến khi song ca với Tuấn Vũ.
Những năm gần đây, cô thường về Việt Nam làm từ thiện và diễn cải lương tại một số nơi, và hát tân nhạc tại một số phòng trà. Cô có dạy bộ môn Cải lương cho thế hệ trẻ ở hải ngoại.

## Gia đình
Bà kết hôn với một người chồng không rõ tên và có hai đứa con, trong đó chị cả là ca sĩ Thảo Sương. Năm 1994, hai người ly dị. Cô tái hôn với người chồng hiện tại tên là Trần Nhật Phong, một YouTuber chuyên làm các video chính trị Hoa Kỳ và chống cộng.

## Các vở cải lương nổi bật
- Anh Hùng Náo (Sở Vân)
- Bao Thanh Thiên - Vụ Án Vương Ngọc Tuyền (Ngọc Tuyền)
- Bao Thanh Thiên - Án Tửu Lầu (Địch Thanh)
- Châu Về Hiệp Phố (Hường)
- Chú Cuội Lên Cung Trăng (Hằng Nga)
- Đãi Yến Đoàn Hồng Ngọc (Đoàn Hồng Ngọc)
- Đơn Hùng Tín (La Thành)
- Gió Đưa Cành Liễu (Liễu)
- Giọt Lệ Cố Nhân (Phượng Thu - Cẩm Thúy)
- Giọng Ca Dĩ Vãng (Hương)
- Hoa Bướm Ngày Xưa (Chiêu Lang)
- Hoàn Châu Cách Cách (Tử Vy)
- Hoàng Hậu Không Đầu (Huyền Sương)
- Hoàng Hậu Hai Quê Hương (Hồng Loan)
- Hồng Lâu Mộng (Lâm Đại Ngọc)
- Lưu Kim Đính Giải Giá Thọ Châu (Lưu Kim Đính)
- Lưu Minh Châu (Lưu Minh Châu)
- Lương Sơn Bá Chúc Anh Đài (Chúc Anh Đài)
- Mộng Bá Vương (Đăng Châu)
- Mộc Quế Anh Phá Thiên Môn Trận (Mộc Quế Anh)
- Máu Nhuộm Chiến Bào Hồng (Hằng San Quận chúa)
- Nỗi Oan Hoàng Hậu (Thứ hậu Liễu Phượng Quyên)
- Phùng Bửu Sơn Ngọc Quế Trang (Ngọc Quế Trang)
- San Hà Xã Tắc (Thạch Nương Tiên)
- Tấm Cám (Tấm)
- Tình Tục Duyên Ma ( Liễu Nương)
- Tứ Tuấn Đăng Khoa (Xuân Mai)
- Trời Cao Nhỏ Lệ ( Mỹ Ngọc)
- Vụ Án Hồng Phi (Liễu Hồng)

## Album

### Trung tâm Thúy Nga
- Thúy Nga 4 (1984): Paris, Hoa Cài Mái Tóc với nhiều ca sĩ
- Thúy Nga 5 (1985): Paris, Đừng Khóc Nghe Em với nhiều ca sĩ
- Thúy Nga 6 (1985): Nỗi Buồn Châu Pha với Hương Lan, Giáng Thu, Phương Hồng Ngọc, Băng Châu
- Thúy Nga 7 (1986): Từ Đó Em Buồn với nhiều ca sĩ
- Thúy Nga 12 (1986): Định Mệnh với Duy Quang, Elvis Phương
- Thúy Nga 15 (1987): Giã Từ Kỷ Niệm với Thanh Tuyền
- Thúy Nga 19 (1988): Tiếng Hát Phượng Mai
- Thúy Nga CD 1 (1988): Dạ Vũ Paris - Biết Đến Bao Giờ với nhiều ca sĩ
- Thúy Nga CD 4 (1989): Chuyện Một Người Đi với nhiều ca sĩ
- Thúy Nga CD 6 (1989): Nước Non Ngàn Dặm Ra Đi với nhiều ca sĩ
- Thúy Nga CD 7 (1989): Dạ Vũ Tóc Mây 2 với nhiều ca sĩ
- Thúy Nga CD 8 (1989): Áo Tím Ngày Xưa với nhiều ca sĩ
- Thúy Nga CD 9 (1989): Em Là Tất Cả với nhiều ca sĩ
- Thúy Nga CD 12 (1990): Lời Cuối Cho Em với nhiều ca sĩ
- Thúy Nga CD 22 (1991): Chuyến Xe Ba Người vói Chế Linh, Thanh Tuyền

### Trung tâm Thanh Lan
- Thanh Lan 43 (1985): Paris, Đừng Khóc Nghe Em (tái bản Thúy Nga 5) với nhiều ca sĩ
- Thanh Lan 52 (1985): Nỗi Buồn Châu Pha (Thanh Lan CD 9, tái bản Thúy Nga 6)
- Thanh Lan 75 (1986): Từ Đó Em Buồn (tái bản Thúy Nga 7) với nhiều ca sĩ
- Thanh Lan 90 (1986): Định Mệnh (Thanh Lan CD 31, tái bản Thúy Nga 12) với Duy Quang, Elvis Phương

### Trung tâm Giáng Ngọc
- Giáng Ngọc 33 (1987): Sao Rơi Trên Biển, với nhiều ca sĩ
- Giáng Ngọc 48 (1988): Đôi Song Ca Phượng Mai & Tuấn Vũ (GNCD 17: Hỏi Anh Hỏi Em)
- Giáng Ngọc 60 (1988): Phượng Mai 1: Trúc Đào
- Giáng Ngọc 61 (1988): Hận Tình Trong Mưa (GNCD: Con Thuyền Không Bến) với Tuấn Anh, Tuấn Vũ
- Giáng Ngọc 66 (1988): Anh Ở Đâu với Giao Linh
- Giáng Ngọc 67 (1988): Nhạc Tình Mùa Thu với Tuấn Vũ, Giao Linh, Anh Vũ, Trúc Ly
- Giáng Ngọc 75 (1989): Phượng Mai 2: Buồn Trong Kỷ Niệm (GNCD: Giấc Ngủ Cô Đơn)
- Giáng Ngọc 80 (1989): Nghẹn Ngào (CD: Ru Em Tròn Giấc Ngủ) với Thanh Tuyền, Giao Linh, Thiên Trang
- Giáng Ngọc 85 (1989): Thiệp Hồng Anh Viết Tên Em với Giao Linh, Tuấn Vũ
- Giáng Ngọc 86 (1989): Rumba - Nửa Đêm Ngoài Phố với Tuấn Vũ, Thiên Trang, Thanh Tuyền, Giao Linh
- Giáng Ngọc 90 (1989): Lối Về Đất Mẹ với Thanh Tuyền, Tuấn Vũ
- Giáng Ngọc 99 (1990): Phượng Mai 3: Hoa Sứ Nhà Nàng với Tuấn Vũ
- Giáng Ngọc 101 (1990): Trong Tầm Mắt Đời với Tuấn Vũ, Hương Lan, Thanh Tuyền, Giao Linh
- Giáng Ngọc 112 (1990): Phượng Mai & Tuấn Vũ 2: Tình Lỡ
- Giáng Ngọc 115 (1990): Cánh Nhạn Hồi Âm (GNCD: Giọt Lệ Đài Trang) với Giao Linh, Thiên Trang, Sơn Tuyền
- Giáng Ngọc 120 (1991): Phượng Mai 4: Con Tàu Định Mệnh (GNCD: Thành Phố Buồn)
- Giáng Ngọc 127 (1991): Chuyện Buồn Con Gái với Mộng Long, Phương Dung, Thanh Tuyền, Giao Linh, Thiên Trang
- Giáng Ngọc 130 (1991): Phượng Mai & Tuấn Vũ 3: Chuyện Tình Lan Và Điệp
- Giáng Ngọc 135 (1991): Giột Buồn Không Tên với Nhật Linh, Giao Linh, Anh Thoại, Anh Vũ
- Giáng Ngọc 145 (1992): Phượng Mai & Tuấn Vũ 4: Duyên Quê
- Giáng Ngọc 152 (1992): Người Ngoài Phố với Thái Vũ, Thanh Tuyền, Hương Lan, Thiên Trang
- Giáng Ngọc 156 (1992): Phượng Mai 5: Hương Tình Yêu (GNCD: Giọng Ca Dĩ Vãng)
- Giáng Ngọc 187 (1993): Phượng Mai 6: Chỉ Có Một Người
- Giáng Ngọc 198 (1994): Lý Chim Quyên với Nhật Linh, Hương Lan, Tuấn Vũ
- Giáng Ngọc 207 (1994): Kỷ Niệm với Randy
- Giáng Ngọc 2?? (1996): Nhớ Mẹ với Chí Tâm, Thành Được, Hữu Phước

### Trung tâm Làng Văn
- Làng Văn 5 (1985): Xuân Paris với nhiều ca sĩ
- Làng Văn 6 (1984): Mùa Đông Paris với nhiều ca sĩ
- Làng Văn 7 (1984): Một Năm Đợi Chờ với nhiều ca sĩ
- Làng Văn 34 (1987): Hoa Tím Ngày Xưa với Phưong Dung, Thanh Tuyền, Hương Lan
- Làng Văn 37 (1987): Trao Nhau Nhẫn Cưới với Chế Linh, Thanh Phong, Hương Lan
- Làng Văn 41 (1987): Giã Từ Kỷ Niệm (tái bản Thúy Nga 15) với Thanh Tuyền
- Làng Văn 83 (1989): Hai Đứa Giận Nhau với Chế Linh
- Làng Văn 162 (1993): Tình Khúc Hồ Quảng Đài Loan 2 (Làng Văn CD 145)
- Làng Văn 177 (1994): Lý Cái Mơn (Làng Văn CD 177)
- Làng Văn 212 (1996): Tình Khúc Đài Loan
- Làng Văn 220 (1996): Liên Khúc Dân Ca với nhiều ca sĩ
- Làng Văn 323 (2000): Trích Đoạn Cải Lương với Hương Lan, Thanh Thảo
- Làng Văn 324 (2000): Trích Đoạn Cải Lương 2 với Hương Lan, Trọng Phúc, Chí Linh
- Làng Văn 325 (2000): Con gái Chị Hằng với Hương Lan, Điệp Lang, Trọng Phúc, Trương Hoàng Long

### Trung tâm Thúy Anh
- Thúy Anh 4 (1987): Thân Phận (Thúy Anh CD 46) với Thanh Tuyền, Giao Linh, Băng Châu
- Thúy Anh 31 (1988): Tạ Từ Trong Đêm (Thúy Anh CD 40) với nhiều ca sĩ
- Thúy Anh 64 (1991): Biển Mặn với Tuấn Vũ
- Thúy Anh 70 (1992): Thành Phố Sau Lưng với Tuấn Vũ
- Thúy Anh 80 (1993): Ai Cho Tôi Tình Yêu với Nguyên Vũ, Thiên Trang, Hương Lan
- Thúy Anh 110 (1994): Chiều Quê Hương với Hương Lan
- Thúy Anh 138 (1997): 7000 Đêm Góp Lại với Tuấn Vũ

### Trung tâm Phựong Hoàng
- Phựong Hoàng 22 (1991): Đôi Ngã Chia Ly với Duy Quang, Hương Lan, Hoàng Liêm
- Phựong Hoàng 27 (1991): Nỗi Buồn Sa Mạc với Thanh Phong, Duy Quang, Hương Lan
- Phựong Hoàng 31 (1992): Chiều Lên Bản Thượng với nhiều ca sĩ
- Phựong Hoàng 32 (1992): Thuyền Không Bến Đỗ với nhiều ca sĩ
- Phựong Hoàng 38 (1992): Chuyện Ba Mùa Mưa với nhiều ca sĩ
- Phựong Hoàng 39 (1992): Phượng Mai Đặc Biệt: Tiểu Khúc Đài Loan
- Phựong Hoàng 46 (1993): Đi Chơi Chùa Hương với nhiều ca sĩ
- Phựong Hoàng 53 (1993): Hương Cau Quê Ngoại với Chí Tâm, Hương Lan, Thanh Huyền

### Trung tâm Thanh Hằng
- Thanh Hằng ? (1994): Lý Qua Cầu với Tuấn Vũ
- Thanh Hằng 7 (1994): Người Tình La Lan với Tuấn Vũ
- Thanh Hằng 8 (1994): Giấc Mơ Yêu với Thái Châu
- Thanh Hằng 15 (1994): Đường Xưa Lối Cũ, với Nhật Trường, Tuấn Vũ
- Thanh Hằng 23 (1995): Một Lần Dang Dở với Phạm Hưu
- Thanh Hằng 38 (1996): Chuyện Tình Buồn với Tuấn Vũ, Hương Lan, Thanh Tuyền
- Thanh Trang: Cải Lương Giọng Ca Dĩ Vãng với Vũ Linh
- Thanh Trang (1997): Lưu Kim Đính 1 với Vũ Linh

### Các trung tâm khác
- Biển Tình 54 (2001): Lương Sơn Bá - Chúc Anh Đài với Phượng Liên
- Ca Dao 12 (1995): Tân Cổ Về Miền Trung với nhiều ca sĩ
- Chí Tâm Productions 11 (199?): Những Chuyện Tình Huyền với Chí Tâm
- Dream Studio 19 (1990): Cố Đô Sầu Biệt với Hữu Phước, Chí Tâm, Hoáng Phương, Hà Mỹ Xuân, Kim Chi
- Dream Studio 35 (1993): Mông Nhơ Ngày Xưa với Duy Quang
- Dream Studio 43 (1994): Thu Đi Vào Nhơ với Duy Quang, Thái Chau
- Hoàng Lan MP 4 (1994): Biển Mặn (tái bản nhạc Thúy Nga và Thanh Lan) với Hương Lan, Thanh Tuyền, Thanh Phong
- Hải Âu 171 (199?): Giấc Mơ Yêu với Mộng Thi, Thái Châu, Trúc Quyên
- Người Đẹp Bình Dương Gold 10 (1995): Tân Cổ Giao Duyên: Cô Lái Đò Bến Hạ với Phương Thanh
- Saigon Video (1998): Tình Yêu Chúng Ta với Chế Thanh, Thùy Trang, Thy Thy
- Tình Nhớ 63 (1995): Thêm Một Lần Yêu
- Trường Thanh 19 (1992): Đổi Thay với Trường Thanh
- Tú Quỳnh 62 / CD 32 (1993): Thói Đời với Ngọc Sơn
- Tú Quỳnh 79 / CD 55 (1994): Rong Rêu với Nguyễn Hưng
- PH Entertainment (200?): Giòng Nhạc Tình Bất Hủ

## Trình diễn trên sân khấu

### Trung tâm Thúy Nga
| STT | Tên bài hát                                            | Thể hiện với               | Chương trình       | Năm  |
| --- | ------------------------------------------------------ | -------------------------- | ------------------ | ---- |
| 1   | Sắc Hoa Màu Nhớ (Nguyễn Văn Đông)                      | solo                       | Paris By Night 2   | 1986 |
| 2   | Nỗi Buồn Châu Pha (Lê Dinh)                            | solo                       | Paris By Night 2   | 1986 |
| 3   | Bến Thượng Hải (LV: Nhật Ngân)                         | solo                       | Paris By Night 3   | 1986 |
| 4   | Cô Gái Việt (Hùng Lân)                                 | Minh Đức, Phương Hồng Ngọc | Giã Biệt Sài Gòn   | 1986 |
| 5   | Đêm Chôn Dầu Vượt Biển (Châu Đình An)                  | solo                       | Giã Biệt Sài Gòn   | 1986 |
| 6   | Việt Nam, Việt Nam (Phạm Duy)                          | Minh Đức, Phương Hồng Ngọc | Giã Biệt Sài Gòn   | 1986 |
| 7   | Định Mệnh (Song Ngọc)                                  | Duy Quang                  | Paris By Night 4   | 1987 |
| 8   | Nếu Anh Đừng Hẹn (Lê Dinh)                             | solo                       | Paris By Night 4   | 1987 |
| 9   | Tình Hậu Phương (Minh Kỳ)                              | solo                       | Paris By Night 5   | 1987 |
| 10  | Chiều Tây Đô (Lam Phương)                              | Duy Quang                  | Mùa Xuân Nào Ta Về | 1992 |
| 11  | Biết đến bao giờ (Lam Phương)                          | solo                       | Paris By Night 16  | 1992 |
| 12  | Trích đoạn: Tiếng Trống Mê Linh (Vĩnh Điền, Quang Nhã) | solo                       | Paris By Night 127 | 2018 |

- Khác: Cải lương Cho trọn cuộc tình (Yên Ba)

### Trung tâm Vân Sơn
| STT | Tiết mục                 | Thể hiện với                                   | Chương trình | Năm  |
| --- | ------------------------ | ---------------------------------------------- | ------------ | ---- |
| 1   | Đắc Kỷ Ho Gà (Xuân Phát) | Bé Mập, Vân Sơn, Chí Tài, Văn Chung, Linh Tuấn | Vân Sơn 16   | 2000 |